# Euphorbia estevesii
Euphorbia estevesii es una especie fanerógama perteneciente a la familia de las euforbiáceas.  Es originaria de  Brasil donde se encuentra en Tocantins.  

## Taxonomía
Euphorbia estevesii fue descrita por N.Zimm. & P.J.Braun y publicado en Cactus and Succulent Journal 72: 318. 2000.
Etimología
Euphorbia: nombre genérico que deriva del médico griego del rey Juba II de Mauritania (52 a 50 a. C. - 23), Euphorbus, en su honor – o en alusión a su gran vientre –  ya que usaba médicamente Euphorbia resinifera. En 1753 Carlos Linneo asignó el nombre a todo el género.
estevesii: epíteto otorgado en honor del botánico y colector de plantas brasileño, especialista en cactáceas, Eddie Esteves Pereira (1939-).